# Atentados de Rajouri de 2023
Los atentados de Rajouri de 2023 son una serie de ataques terroristas que comenzaron el 1 de enero de 2023 en la aldea de Dangri del distrito de Rajouri en Jammu y Cachemira (territorio de la unión) que causaron la muerte de cuatro personas e hirieron a otras nueve. El 2 de enero de 2023, se produjo una explosión cerca del mismo lugar del ataque que causó la muerte de un menor de edad e hirió a otros cinco. Otro menor que resultó herido en la explosión del 2 de enero sucumbe a las heridas, elevando el número de muertos a seis en dos ataques terroristas. Los partidos políticos regionales de Jammu y Cachemira culpan a las políticas de Nueva Delhi por Cachemira y fallas de seguridad debido a la administración del vicegobernador del territorio de la unión Manoj Sinha por el ataque terrorista de Rajouri. Mientras tanto, los líderes del Partido Bharatiya Janata culpan a Pakistán por este ataque. El Frente de Resistencia (TRF) ha negado que se tratara de un ataque terrorista, según fuentes de inteligencia.

## Antecedentes
El 1 de enero de 2023, en la aldea de Dangri, a 8 kilómetros de Rajouri, la sede del distrito, se dice que dos hombres no identificados en un automóvil abrieron fuego contra tres viviendas. Supuestamente tenían rifles con ellos, según testigos presenciales. El incidente ocurrió alrededor de las 7:00 p. m. IST, cuando dos hombres no identificados supuestamente entraron en casas de residentes hindúes, verificaron las tarjetas de identidad de las víctimas y luego comenzaron a dispararles con los rifles.

## Atentado

### Tiroteo de Rajouri del 1 de enero de 2023
En la noche del 1 de enero de 2023, alrededor de las 7:00 p. m., militantes irrumpieron en al menos tres casas de una comunidad minoritaria en una aldea en la región fronteriza de Rajouri en Jammu y Cachemira y abrieron fuego, dejando cuatro civiles muertos y seis más heridos. Según los informes, los testigos presenciales afirmaron que dos hombres no identificados que portaban rifles dispararon contra tres casas residenciales.

### Explosión de Rajouri del 2 de enero de 2023
El 2 de enero a las 9 a. m., una presunta explosión de artefactos explosivos improvisados cerca de la casa de Pritam Sharma, una de las víctimas del incidente del tiroteo de Rajouri del 1 de enero, hirió a siete personas, en su mayoría niños, en el que murieron los hermanos Vihan Sharma y Sanvi. Un niño murió en el acto y otros seis, incluido uno gravemente, resultaron heridos en una explosión en una de las casas objetivo de los militantes pocas horas después de los ataques con armas de fuego. El artefacto explosivo improvisado fue planeado para atacar a altos funcionarios de seguridad, según la Policía de Jammu y Kashmir.

### Víctimas
Los fallecidos y heridos del ataque del 1 de enero en Rajouri fueron identificados como los fallecidos: Deepak Kumar (23), Satish Kumar (45), Pritam Lal (57), Shiv Pal (32) y los heridos: Pawan Kumar (38), Rohit Pandit (27), Saroj Bala (35), Ridham Sharma (17), Sushil Kumar (32).
Un niño menor que resultó herido en la explosión cerca de la aldea de Dangri sucumbe a las heridas, elevando el número de muertos a 6. Los fallecidos en la explosión han sido identificados como Vihan Kumar (4) y Sanvi Sharma (4), mientras que los heridos han sido identificados como Kanaya Sharma (14), Vanshu Sharma (15), Samiksha Devi (20), Sharda Devi (38), Kamlesh Devi (55) y Samiksha Sharma.
Mukesh Singh, director general Adicional de la Policía (ADGP) de la Zona de Jammu, hizo una declaración sobre el ataque terrorista en Upper Dangri. Según Singh, dos terroristas atacaron tres casas en el área, lo que resultó en cuatro víctimas. En respuesta, se lanzó una operación de búsqueda, con la policía, la Fuerza de Policía de Reserva Central (CRPF) y las tropas del ejército acordonando el área en un esfuerzo por neutralizar a los dos militantes.
A partir del 2 de enero de 2023, la Agencia Nacional de Investigación considera visitar el lugar del ataque terrorista en la aldea de Rajouri en Upper Dangri de acuerdo con un nuevo modus operandi desarrollado por la agencia para examinar los lugares donde ocurren tales ataques terroristas.

## Reacciones políticas
Los partidos regionales de J&K culparon a las políticas de Nueva Delhi en Cachemira y a la administración del vicegobernador Manoj Sinha por el reciente aumento de la violencia en el Territorio de la Unión. Los políticos de Cachemira denunciaron los asesinatos en Rajouri y criticaron al gobierno liderado por LG por no erradicar el terrorismo incluso después de que el Artículo 370 había sido derogado durante cuatro años. Farooq Abdullah, ex primer ministro de Jammu y Cachemira, denunció los ataques que ocurrieron el domingo y el lunes y dijo que los terroristas no distinguen entre las religiones de sus víctimas, ya sean musulmanes o hindúes.
A raíz del incidente del tiroteo del domingo, Omar Abdullah, vicepresidente de la Conferencia Nacional, cuestionó a las autoridades por presuntamente no seguir el procedimiento operativo habitual.
Mehbooba Mufti, presidente del PDP, también denunció los asesinatos y criticó al BJP por hacer «afirmaciones falsas» sobre poner fin a la militancia en la región. Mufti instó a la gente a mantener su sentido de hermandad mientras acusaba al BJP de utilizar las muertes de hindúes para obtener beneficios políticos.
Tarun Chugh, secretario general nacional del BJP, acusó al ISI de Pakistán de intentar perturbar la paz en J&K.
El Dr. S. Jaishankar, ministro de Asuntos Exteriores de la India, ha etiquetado a Pakistán como el epicentro del terror. Condenó a Pakistán por enviar terrorismo a la India mientras hablaba en Viena, pero evitó mencionar a Pakistán por su nombre.
El 3 de enero de 2023, el presidente del Congreso, Mallikarjun Kharge, dijo que el terrorismo no tiene cabida en una sociedad civilizada.

## Respuesta gubernamental
Manoj Sinha, el vicegobernador de Jammu y Cachemira, anunció Rs 10 lakh ex-gratia y un trabajo en el gobierno a los familiares de los civiles muertos en el incidente. Más tarde se reunió con las familias de los civiles muertos en el atroz ataque terrorista en Rajouri el lunes y ofreció sus condolencias. Le dijo a la familia que tanto el gobierno como todo el país estarían detrás de ellos.

## Consecuencias
En Rajouri, el ataque ha provocado protestas y huelgas mientras los residentes responsabilizan a la administración local por el lapso de seguridad.
El 2 de enero de 2023 por la noche, el vicegobernador de Jammu y Cachemira, Manoj Sinha, ordenó una investigación en profundidad sobre «fallas de seguridad» a raíz de ataques terroristas gemelos.
Aunque la explosión y el disparo de artefactos explosivos improvisados (IED) sugieren una mano profesional, el Frente de Resistencia (TRF) ha negado que se tratara de un ataque terrorista, según fuentes de inteligencia.

### Protestas y bloqueos por el incidente
El 2 de enero de 2023, varias organizaciones sociales, políticas y estudiantiles denunciaron el asesinato de personas en el incidente terrorista de Dangri en Rajouri el lunes. Los estudiantes de la Universidad de Jammu realizaron una marcha con velas en el campus para expresar su indignación por los asesinatos. Mientras tanto, el J&K Shiv Sena/Frente Dogra condenó el asesinato selectivo de comunidades minoritarias basado en sus tarjetas de identidad. Activistas de IkkJutt Jammu, encabezados por el presidente Ankur Sharma, organizaron una manifestación de protesta frente al Club de Prensa de Jammu para condenar el fracaso del gobierno para prevenir el ataque terrorista. El Vishva Hindu Parishad y el Bajrang Dal organizaron una manifestación similar en Udhampur en respuesta a los asesinatos de personas inocentes en Rajouri. Para expresar su angustia por los asesinatos, prendieron fuego a una efigie paquistaní.
Mientras esto sucedía, numerosas organizaciones musulmanas, entre ellas el Comité Seerat Doda y el Comité Majlis e Shaura Kishtwar en el valle de Chenab, denunciaron los asesinatos y se refirieron al incidente terrorista de Rajouri como un «acto de cobardía». El 3 de enero, se convocó un bandh completo (huelga) en los distritos de Doda y Kishtwar en protesta por los asesinatos de civiles de Rajouri. En Thathri, el presidente Beopar Mandal (Asociación del Mercado) Parvez Kichloo convoca una huelga completa el 3 de enero.
Se observaron cierres y protestas en todo el valle de Chenab. Las tiendas y negocios fueron cerrados el 3 de enero en protesta por el ataque de Rajouri contra civiles. Los manifestantes levantaron consignas contra Pakistán y la administración de LG dirigida por Manoj Sinha.